# Hobbs Bank
Die Hobbs Bank (englisch) ist eine submarine Bank vor der Hobbs-Küste des westantarktischen Marie-Byrd-Lands.
Benannt ist sie in Anlehnung an die Benennung der gleichnamigen Küste. Deren Namensgeber ist der US-amerikanische Geologe William Herbert Hobbs (1864–1953), ein Experte für polare Geographie und Geschichte.
.